# ثقافة سنغافورة

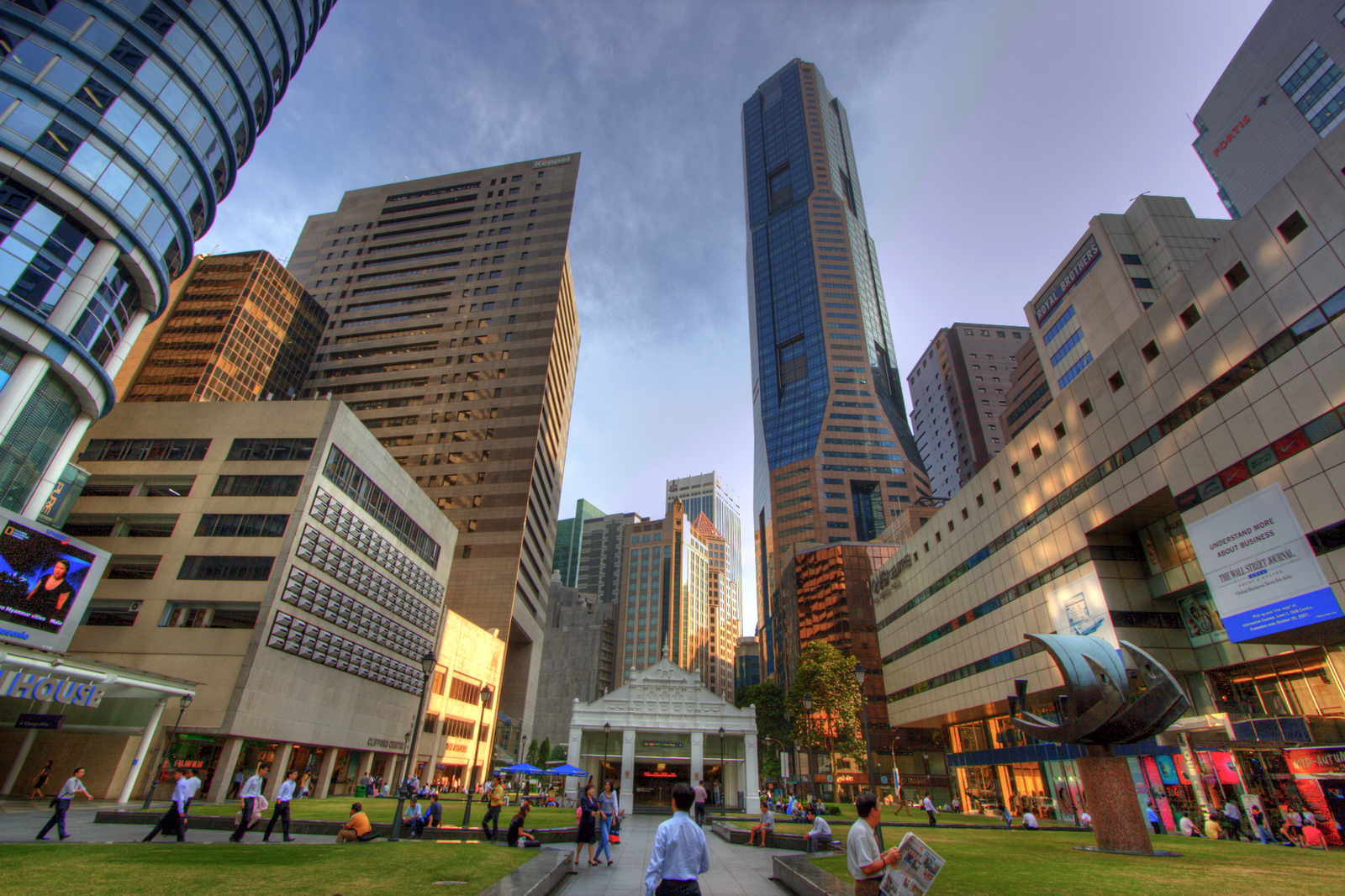

كثيرًا ما تغيرت ثقافة سنغافورة أو الثقافة السنغافورية على مدى آلاف السنين. تتألف الثقافة الحديثة لهذا البلد من مزيج من الثقافات الآسيوية والأوروبية، في الدرجة الأولى من أرخبيل الملايو وجنوب آسيا وشرق آسيا وأوراسيا. أطلق على سنغافورة اسم «البلد الذي يلتقي فيه الشرق بالغرب» و«بوابة آسيا» و«غاردن سيتي (مدينة الحديقة)».
تنبع ثقافة السكان الأصليين في سنغافورة أساسا من الشعب الأستروني الذي وصل من جزيرة تايوان، ليستقر بين عامي 1500 و1000 قبل الميلاد. تأثرت الثقافة بعدها أثناء العصور الوسطى في المقام الأول بالعديد من الأسر الصينية، مثل مينج وتشينج، فضلًا عن دول آسيوية أخرى مثل إمبراطورية ماجاباهيت، وشوغوغونات توكوغاوا، ومملكة ريوكيو. في التاريخ القريب من العصر بعد وصول البريطانيين، تأثرت سنغافورة أيضا بدول غربية. أدى التأثير المتكرر والاستيعاب والاختيار بطرق مختلفة إلى تطوير ثقافة متميزة وفريدة.

## التاريخ
يعود تاريخ سنغافورة إلى القرن الثالث. كانت دولة فاشلة من إمبراطوريات مختلفة قبل إعادة تأسيسها وإعادة تسميتها من قبل سانغ نيلا أوتاما. كانت الجزيرة خاضعة لسلطانات مختلفة حتى عام 1819، عندما جاء البريطانيون إلى الجزيرة وأقاموا ميناءً ومستعمرة. أثناء الحكم البريطاني، ازدهرت سنغافورة وجذبت إليها العديد من المهاجرين. كانت سنغافورة تحت الاحتلال الياباني أثناء الحرب العالمية الثانية. بعد انتهاء الحرب، تمتعت سنغافورة بالحكم الذاتي قبل انضمامها إلى اتحاد ماليزيا. أصبحت سنغافورة جمهورية مستقلة في 9 أغسطس عام 1965.
تأمّ البلاد سكانًا بخلفيات متنوعة يفوق عددهم على 5.47 مليون نسمة، ما بين مواطنين صينيين، ومالييين، وهنود، وأوراسيين (فضلًا عن مجموعات مختلطة أخرى) وآسيويين من أصول مختلفة، مثل شعب بيراناكان، سواء المتحدرين من مهاجرين صينيين لهم تراث ملاوي أو إندرونيسي.

## الطابع الوطني

### حكم الجدارة (ميريتوقراطية)
«يكفل نظام حكم الجدارة في سنغافورة تشجيع الأفضل والأذكى، بصرف النظر عن العرق والدين والخلفية الاجتماعية-الاقتصادية على تحقيق أقصى إمكاناتهم. يتمتع الجميع بقدرة الوصول للتعليم الذي يزودهم بالمهارات والمعرفة لكسب حياة أفضل». يضمن واقع التعليم في سنغافورة إلزاميته لجميع الأطفال الذين تتراوح أعمارهم بين 7 و12 عامًا. يتعين على الآباء أن يتقدموا بطلب إعفاءات من وزارة التعليم في سنغافورة لكي يعذروا أطفالهم بموجب هذه القاعدة الإلزامية تحت تبريرات مضبوطة.

### التوافق العرقي
سنغافورة بلد علماني من المهاجرين. الديانات الرئيسية في سنغافورة هي البوذية، والمسيحية، والإسلام، والطاوية، والهندوسية. احترام الأديان والمعتقدات الشخصية المختلفة هو أمر تؤكد عليه الحكومة بشدة.
لإظهار أهمية نقل ثقافة التوافق العرقي إلى الشباب، تحتفل المدارس في سنغافورة بيوم الوئام العرقي الواقع في 21 يوليو من كل عام. يأتي الطلاب إلى المدرسة مرتدين أزياء تخص خلفيات عرقية مختلفة، وتحضر بعض الفصول عروضًا خاصة تتمحور حول الوئام العرقي.

### الديموقراطية والسلام والتقدم والعدالة والمساواة
تُكرس مفاهيم الديمقراطية والسلام والتقدم والعدالة والمساواة كنجوم في علم سنغافورة الوطني. حازت سنغافورة ضمن التقرير الصادر عن «الحرية في العالم» على درجة 4 من أصل 7 في مجال الحرية السياسية، ودرجة 4 من أصل 7 في مجال الحريات المدنية (إذ تمثل درجة 1 الأكثر حرية)، بتصنيف عام كـ «حرة جزئيًا». وضعت منظمة منظمة مراسلون بلا حدود سنغافورة ضمن المرتبة المرتبة 153 من أصل 180 دولة في مؤشر حرية الصحافة لعام 2015.